# 潭城街道
潭城街道，是中华人民共和国福建省南平市建阳区下辖的一个乡镇级行政单位。

## 行政区划
潭城街道下辖以下地区：
西市社区、中南社区、永安社区、桥南社区、西桥社区、兴建社区、黄花山社区、西门社区、宝山社区、南阳社区、北门社区、城关村、桥南村、考亭村、严墩村、周墩村、黄墩村、回瑶村和溪源村。